# Fazenda do Povo
A Fazenda do Povo é uma comunidade rural da cidade de Ipiaú na Bahia, onde mais de 170 famílias praticam a agricultura.

## Fundação
Fundada em 6 de maio de 1963, pelo então prefeito Euclides Neto, através da publicação do decreto lei 965 que desapropriou, para fins de reforma agrária, a Fazenda Santo Antônio, localizada na região do Bom Sem Farinha, marcando assim a gestão de Euclides Neto como precursor da reforma agrária na Bahia.
No período de 1962 a 1963, a região sul da Bahia passou por seca, gerando no município de Ipiaú e outras localidades, demissões de trabalhadores rurais. Motivado por este problema de ordem climática, o prefeito de Ipiaú desapropriou uma área rural com cerca 167 hectares, a 11 Km da sede do município, espólio do Sr. Ezidro Nunes Rezende, denominada Fazenda Santo Antônio. Esta iniciativa, considerada a primeira desapropriação de terra com fins de reforma agrária, efetuada por um prefeito no estado da Bahia, teve o propósito de possibilitar aos trabalhadores rurais desempregados a manutenção de suas famílias.
Foram assentadas dezenas de famílias de indigentes, desempregados, desiludidos, abandonados, perdidos, doentes em uma área de 167 hectares que foi desapropriada para fins de reforma agrária. Esses homens, mulheres e crianças passaram a produzir sua subsistência e, sobretudo, sua dignidade.
No local eram produzidos gêneros para a merenda escolar e comercialização em feiras livres. A feira dominical da cidade, surgiu dos produtos trazidos da Fazenda do Povo.
Ainda hoje, muitas dessas famílias sobrevivem dignamente, em função daquela bem sucedida experiência. A “Fazenda do Euclides” continua gerando emprego para os netos dos primeiros agricultores que ali trabalham há mais de três décadas. Até hoje, estão ali assentadas, cerca de 170 famílias. Defensor de primeira hora de posseiros, Euclides estimulava e defendia ocupações de terras improdutivas muito antes do MST, MLT ou movimentos correlatos.
Em 1964, ano do golpe militar, Euclides Neto foi processado e punido por ter desenvolvido aquela experiência. O inquérito Policial Militar que o investigou, durou de abril de 1964 a dezembro de 1965. O último depoimento que prestou aos militares ocorreu em Salvador. A cassação do mandato do prefeito não foi efetivada. Entretanto, até o fim do seu mandato, em abril de 1967, continuou sendo patrulhado pelo governo militar.
Não obstante, após sua criação, a Fazenda do Povo passou a ser alvo de críticas maliciosas, sendo até acusada de servir como base de treinamento de grupos armados para combater a ditadura militar. Ainda atualmente, alguns “torcem o nariz” ao comentar sobre esta experiência de reforma agrária.
No dia 25 de outubro de 2012, a fazendo povo se torna o 2º distrito do município de Ipiau

## Citações
- "[a Fazenda do Povo] Nasceu da vontade de fazer uma experiência socialista, sem ficar somente na proveta do laboratório de sociologia e política. [...] Com as secas e as fazendas despejando gente, quem mais sofria era o pai de família numerosa, o velho de braços flácidos, o homem de pereba na perna, a mulher abandonada que descaroça cacau e oferenda amor, mais chega ao ponto de não ter mais carne, porque a fome transformou-a em bagaço seco: sem forma nem gosto. Eram o que chamamos de sucata de gente." (Euclides Neto)
- "A reforma agrária é a maneira mais fácil e barata de gerar empregos. Enquanto um emprego na grande indústria da cidade custa cem mil dólares, o assentamento de uma família no campo custa apenas dez mil, desde que sem corrupção." (Euclides Neto)